# Nils Ferberg

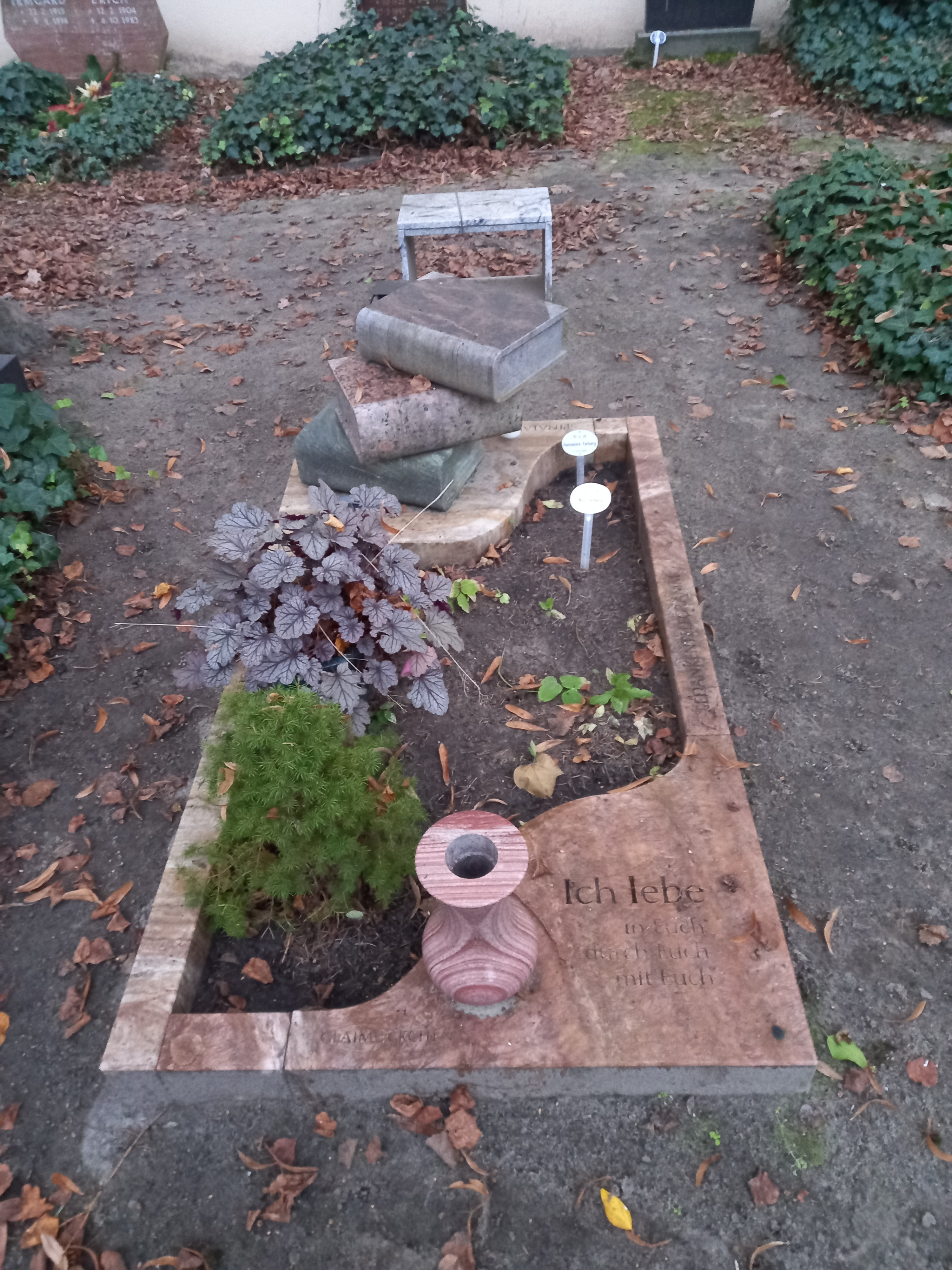
Das Grab von Nils Ferberg und seiner Ehefrau Hannelore

Nils-Walter Ferberg (* 10. Juni 1931 in Narva, Estland; † 17. November 2017 in Berlin) war ein deutscher Politiker (SPD).

## Leben
Nils Ferberg besuchte eine Oberschule und arbeitete am Ende des Zweiten Weltkriegs als Landarbeiter. Er besuchte anschließend ein Gymnasium und legte 1953 das Abitur ab. Zunächst studierte er an der Humboldt-Universität zu Berlin Wirtschaftswissenschaften, wechselte aber zur Deutschen Hochschule für Politik und der Freien Universität Berlin, wo er Politologie, Volkswirtschaft und Geschichte studierte. 1953 trat Ferberg dem Sozialistischen Deutschen Studentenbund (SDS) und zwei Jahre später der SPD bei. Er wurde 1957 Diplom-Politologe und besuchte die London School of Economics. 1960 promovierte er an der Universität Graz zum Dr. rer. pol.
1961 war Ferberg kurze Zeit Lehrer an der Heimvolkshochschule in Hustedt, wurde aber noch im selben Jahr Direktor der Otto-Suhr-Volkshochschule in Berlin-Neukölln. Bei der Berliner Wahl 1967 wurde er in das Abgeordnetenhaus von Berlin gewählt, doch im März 1969 schied er aus, da ihn die Bezirksverordnetenversammlung im Bezirk Tempelhof zum Bezirksstadtrat für Volksbildung gewählt hatte. Bei der Wahl 1981 gab Ferberg das Amt des Bezirksstadtrats auf und wurde erneut in das Abgeordnetenhaus gewählt. Neben der Parlamentsarbeit war er auch Lehrbeauftragter der Evangelischen Fachhochschule für Sozialarbeit. Im Januar 1989 schied er aus dem Parlament aus. 
Ferberg wurde auf dem Evangelischen Kirchhof Alt-Schöneberg in Berlin beigesetzt (Feld 10-3-28). 

## Ehrung
Ferberg erhielt das Bundesverdienstkreuz am Bande.

## Werke
- Zu Unrecht vergessen: Curt Swolinzky, 1887–1967, In: 100 Jahre Arbeiterbewegung in Tempelhof, Herausgegeben vom Verein zur Heimatpflege, Heimatkunde, Geschichte und Kultur Tempelhofs, Berlin 1991, Seite 137–140.